# 锡格河 (阿尔河支流)
50°42′09″N 8°26′51″E / 50.7024°N 8.44756°E

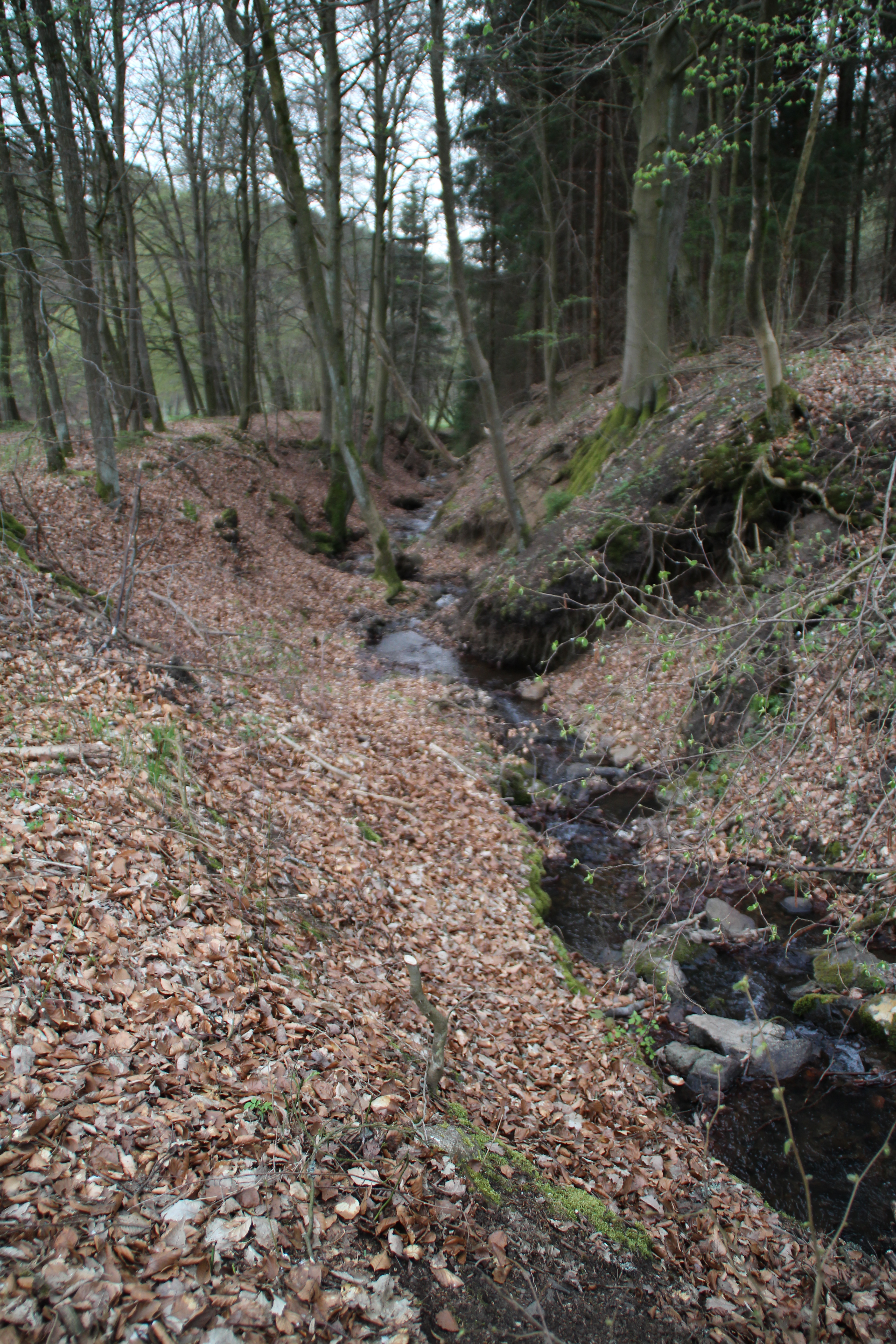

锡格河（德語：Siegbach）是德國的河流，位於該國中部，由黑森州負責管轄，屬於阿爾河的支流，河道全長14.4公里，流域面積28.7平方公里，河口處在比紹芬。